# Скурч
Скурч (пол. Skórcz) — город в Польше, входит в Поморское воеводство, Старогардский повят. Имеет статус городской гмины. Занимает площадь 3,67 км². Население — 3532 человека (на 2004 год).